# Erika Brödner
Erika Brödner (* als Erika von Beerfelde am 19. August 1913; † 2002 oder 2003) war eine deutsche Architektin und Bauforscherin.

## Leben und Leistungen
Erika Brödner studierte Architektur an der Technischen Universität Berlin. Schon in den 1940er Jahren wandte sie sich der Archäologischen Bauforschung zu. 1941/42 wurden ihr mehrere Stipendien und Reisebeihilfen der Notgemeinschaft der Deutschen Wissenschaft bewilligt, mit deren Hilfe sie in Belgrad die Befestigungsanlagen und die zugehörigen Archivalien untersuchen konnte. Für den Zeitraum 1943/44 wurde Brödner das Reisestipendium des Deutschen Archäologischen Institut zuerkannt. Neben dem Reisestipendium der Römisch-Germanischen Kommission für Thea Elisabeth Haevernick im selben Zeitraum war es das einzige Reisestipendium, das vom DAI in den 1940er Jahren an eine Frau vergeben wurde. Zudem war es das erste DAI-Reisestipendium für eine Frau seit dem Ägypten-Stipendium für Dora Zuntz 1931 und erst das vierte Reisestipendium für eine Frau überhaupt. Erst Erika Simon erhielt 1952 ein weiteres DAI-Reisestipendium für eine Frau. Wie alle Stipendiaten seit Ausbruch des Zweiten Weltkrieges 1939 konnte sie das Stipendium nicht antreten. Anders als einige andere Stipendiaten wie Rolf Nierhaus oder Friedrich Vittinghoff konnte sie auch nach dem Krieg das Stipendium nicht antreten.
Direkt nach dem Krieg war Brödner Treuhandverwalterin der Anlagenbauer Hillenkötter & Ronsieck in Bielefeld. Im Herbst 1948 weilte sie auf Einladung für vier Wochen in Sevenoaks und London, wo sie in Sevenoaks erstmals mit Soroptimist International in Kontakt kam. Nach der Rückkehr lebte sie mit ihrer Familie zunächst für ein paar Jahre in der Schweiz. 1951 wurde Brödner an der TU Berlin mit der Dissertation Untersuchungen an den Caracallathermen promoviert. 1955 kehrte sie mit der Familie zurück nach Bielefeld. Im Oktober 1958 gründete sie mit mehreren anderen Frauen die Bielefelder Niederlassung von Soroptimist International und wurde erste Präsidentin der Organisation. Als Architektin wirkte sie nun im Raum Bielefeld und lebte in Hoberge. Sie widmete sich zunächst Themen, die zu dieser Zeit im Nachkriegsdeutschland besonders wichtig waren: der Entwicklung moderner Schulen, modernen Küchen und der Technik in den Wohnungen.
Die archäologische Bauforschung intensivierte Brödner vor allem seit den 1980er Jahren wieder, die sie zuvor jedoch nie aus den Augen verloren hatte. Sie widmete sie sich vor allem der Erforschung der antiken Wohn- und vor allem der Badekultur. Im Zentrum ihrer Forschungen standen die Römischen Thermen. Zu ihren Forschungsbereichen veröffentlichte sie mehrere erfolgreiche Monografien. Daneben nahm sie an verschiedenen Ausgrabungen teil, etwa in der von Friedrich Karl Dörner geleiteten Forschungen in Arsameia am Nymphaios, wo Brödner 1965 die Grabung auf dem sogenannten Mosaikfeld leitete.
Verheiratet war Brödner mit Dr.-Ing. Ernst Brödner, mit dem sie auch zusammen publizierte.

## Publikationen (Auswahl)
- Moderne Küchen. Rinn, München 1950.
- Untersuchungen an den Caracallathermen. de Gruyter, Berlin 1951.[6]
- mit Immanuel Kroeker: Moderne Schulen. Rinn, München 1951.
- Modernes Wohnen. Rinn, München 1954.
- mit Immanuel Kroeker: Schulbauten. Volksschulen, Gewerbeschulen, Oberschulen, Universitäten. Rinn, München 1954.
- mit Ernst Brödner: Technik in der Wohnung. Rinn, München 1955.
- mit Rudolf Schlick: Heimgestaltung. Form und Funktion in der Wohnung. Verlag Die Planung, Darmstadt 1959.
- Stadtformung und Lebenswert. Methoden, Analysen, Beispiele. Sample, Hamburg 1977, ISBN 3-921654-03-3.
- Die Küche als Arbeitsplatz. Ein Ratgeber für Ausstattung und Einrichtung. Pfriemer, München 1981, ISBN 3-7906-0103-9.
- Die römischen Thermen und das antike Badewesen. Eine kulturhistorische Betrachtung. Wissenschaftliche Buchgesellschaft, Darmstadt 1983, 3-534-08783-6 [2. Auflage 1992, ISBN 3-534-08783-6; 3. Auflage 2011, ISBN 978-3-534-24651-9, auch bei Primus, ISBN 978-3-89678-756-9; weitere Ausgabe bei Theiss, Stuttgart 1997, ISBN 3-8062-1317-8].[7]
- Wohnen in der Antike. Wissenschaftliche Buchgesellschaft, Darmstadt 1989, ISBN 3-534-01374-3 [2. Auflage 1993].[8]